# Ferrari 360
Ferrari 360 (Type F131) — задньопривідний, середньомоторний спорткар італійської компанії Ferrari, який виготовлявся з 1999 по 2005 роки. Був вперше представлений на Женевському автосалоні 1999 року в кузові купе під назвою Ferrari 360 Modena з двигуном V8 3,6 л потужністю 400 к.с., замінивши собою Ferrari F355.

## Опис
Ferrari була в партнерстві з Alcoa для вироблення цілком нового повністю алюмінієвого шасі на просторовій рамі, яке було на 40% жорсткішим від сталевого, яке мала F355. Дизайн був на 28% легшим, незважаючи на 10% збільшення в загальних розмірах. Поряд з легкою рамою, новий стиль кузова від Pininfarina відхилився від традицій гострих кутів і підйомних фар попереднього десятиліття. Новий двигун V8, спільний для всіх версій, мав об’єм 3,6 л, плоский колінчастий вал, титанові шатуни і виробляв 395 к. с. (294 кВт). Незважаючи на те, що є на папері і має скромні успіхи в реальності, співвідношення потужності до ваги було помітно кращим, аніж на F355, у зв’язку з комбінацією легшого автомобіля і більшої потужності. Згідно з Ferrari, вагу знизили десь на 60 кг і розгін від 0 до 100 км/год. (62 миль/год.) виріс від 4.7 до 4.5 секунди. Автомобіль для преси 360 Modena був "сміховинно швидким і звучав більше як автомобіль Шумахера на вихідні, аніж автомобіль для вулиці". Але інші машини були різними. Коли «Car and Driver» тестував Ferrari 360, вона виявилась тяжчою і повільнішою, ніж її попередниця п’ять років тому.
Перша модель, яка виїхала з заводу, була 360 Modena. У 2000 році представлений кабріолет Ferrari 360 Spider, в тому ж році співробітники Ferrari створили Ferrari 360 Barchetta в одному екземплярі як весільний подарунок президенту компанії Лука ді Монтеземоло. У 2003 році представлено потужнішу версію Ferrari Challenge Stradale з двигуном V8 3,6 л потужністю 425 к.с., яка була найбільш модифікованою версією 360 для загальних доріг, виготовлена заводом, включаючи карбонові керамічні гальма (з Enzo), налаштовану для треку підвіску, збільшену аеродинаміку, знижену вагу, підвищену потужність і перероблену систему КПП, з його режимом треку. Було виготовлено 8,800 Modena і 7,565 Spider для всього світу. Для ринку США виготовили 4,199 машин, 1,810 (купе) Modena і 2,389 (кабріолети) Spider. З цих чисел лише 469 Modena і 670 Spider мали 6-ступеневу ручну трансмісію, на противагу напівавтоматичній трансмісії F1.
На додачу до цього був низький обсяг заводських гоночних автомобілів, ці всі походили з 360 Modena і вперше виготовили окрему модель у своєму власному праві (порівняна будучи ретро-набором в попередніх застосуваннях). Першою була 360 Modena Challenge, використана в серії однієї марки, заводські гоночні автомобілі були начинені офіційним тюнером, Michelotto, який також зробив 360 N-GT. N-GT була автомобілем 360 Challenge розвинулась навіть далі, щоб змагатись більш серйозно в гоночному класі FIA N-GT, поряд з іншими марками, такими як Porsche.
У 2005 році Ferrari 360 була замінена на Ferrari F430.

## Modena

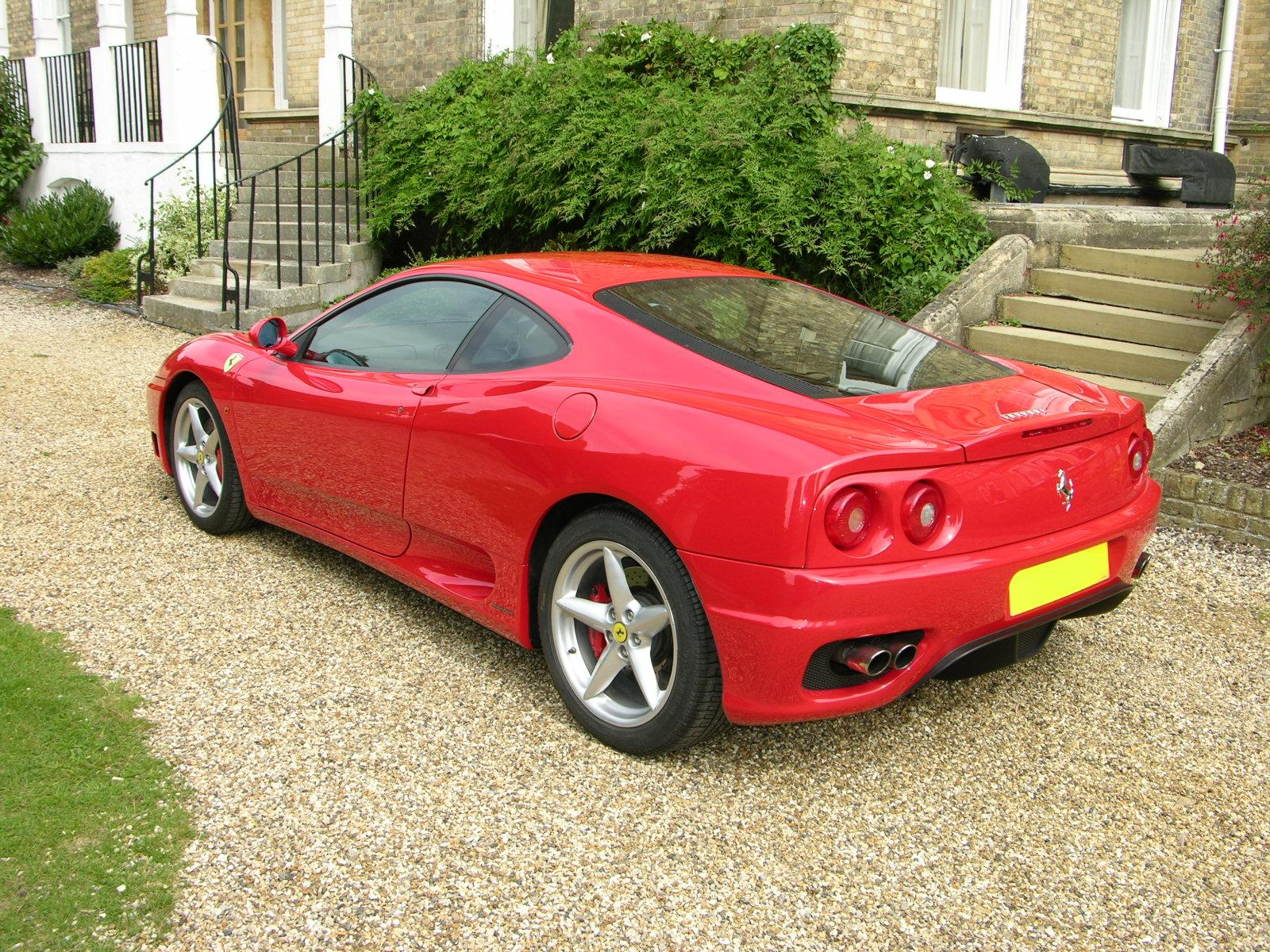
Ferrari 360 Modena (1999-2005)

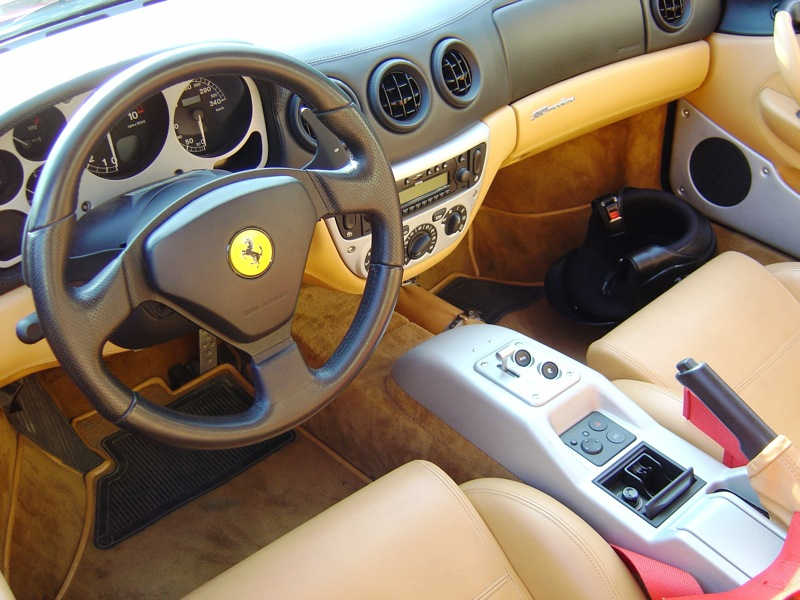
Інтер'єр Ferrari 360 Modena

Перша модель 360, яку продали, була Modena, названа в честь міста Модена, де народився Енцо Феррарі. Її 6-ступенева КПП була доступна як ручна, так і електрогідравлічна ручна F1.
360 Modena пішла у виробництво в 1999 році і протрималась по 2005, коли її замінила F430. За два роки після Modena пішла модель 360 Spider, 20-й дорожній кабріолет Ferrari, яка на час запуску обігнала за продажами Modena. Інші, крім ваги, характеристики Spider, в порівнянні з Modena, були майже однакові.

## Spider

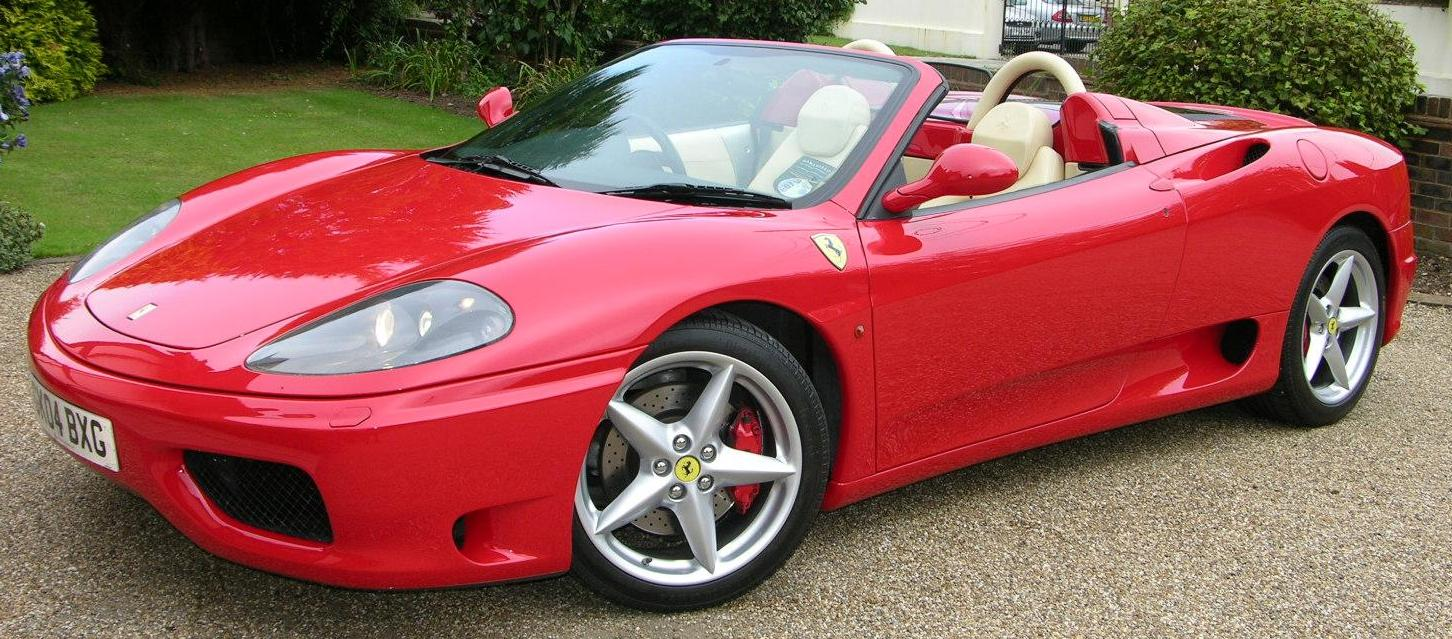
Ferrari 360 Spider (2000-2005)

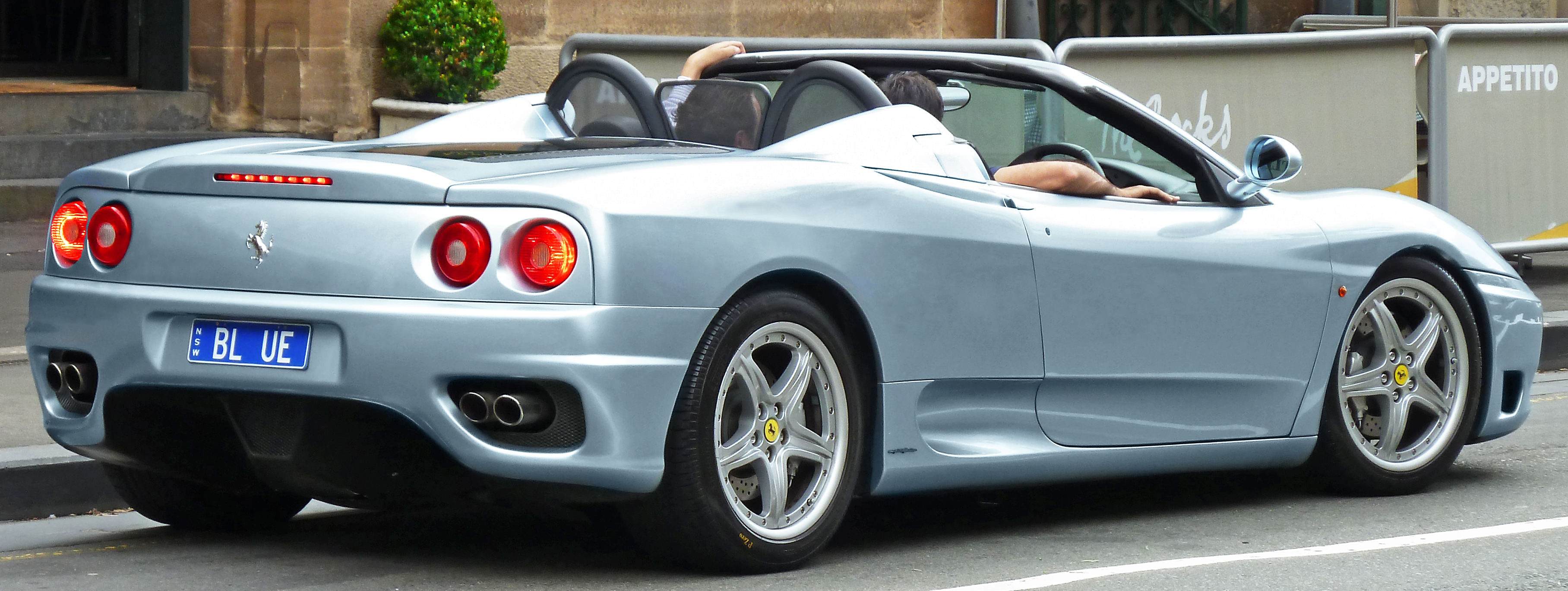

360 Spider є двадцятим дорожнім кабріолетом Ferrari.
360 розроблялась з варіантом Spider ще як ідея; відтоді як знятий дах купе знижує жорсткість на скручування, 360 будували на перевагу в інших зонах. Дизайнери Ferrari підсилили пороги, зміцнили перед днища і переробили раму вітрового скла. Задня перегородка мала бути підсиленою для глушіння шуму двигуна від салону. Необхідна для кабріолета динамічна жорсткість забезпечена додатковими боковими підсиленнями і поперечиною спереду двигуна. Безпеку пасажира забезпечує підсилена рама вітрового скла і трубчасті арки.
360 Spider має вигнуту поясну лінію. Обтічник вказує на початок даху, і стійки безпеки встановлені на верху. Через повсюдне використання конструкції з легкого алюмінію, Spider важить лише на 60 кг (130 фунтів) більше, ніж купе.
Як і з версією Modena, її 3.6-літровий V8 з 294 кВт (395 к. с.) видно під скляним капотом. Двигун — обмежений в просторі до верхньої частини кабріолета для зберігання — отримує додаткове забезпечення повітрям через особливо великі бокові решітки. Впускні колектори були зсунуті до центру двигуна, між трубами подачі повітря, у моторному відсіку Spider, на противагу окремо лежачим на Modena. З погляду продуктивності, час розгону 0-60 миль/год. був дещо меншим через незначне збільшення ваги, та максимальна швидкість була знижена.
Незважаючи на розміщений посередині двигун V8, дах з електричним приводом може складатись у спеціальний відсік, коли не використовується. Дах кабріолета був доступним в чорному, синьому, сірому і бежевому кольорах. Перетворення з накритого верхом до відкритого кабріолета є двофазною дією складання, яку прозвали «незрівнянною 20-секундною механічною симфонією».
Інтер’єр Spider є ідентичним тому, що в купе.

## Challenge Stradale

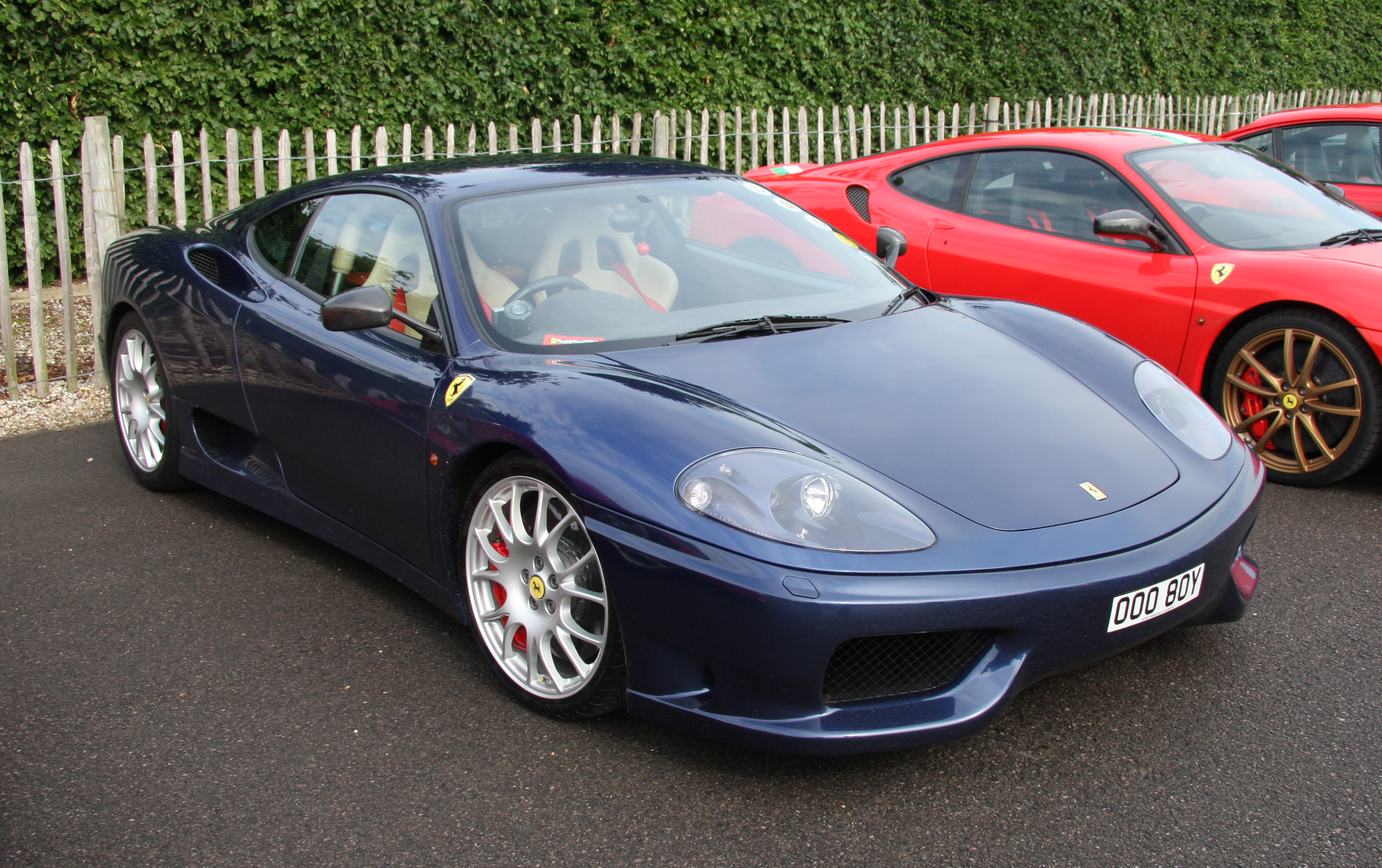
Ferrari 360 Challenge Stradale (2003-2005)

Challenge Stradale була пізнішим додатком до лінійки, фінальною моделлю перед заміною. Це була істотно полегшена, прокачана заводом версія Modena з багатьма додатками опцій Modena, які стали стандартними. Вуглепластикові сидіння, спортивний вихлоп, щит двигуна з вуглепластику і т. д. Відмінно, свого часу Ferrari оголосила, що скинула до 110 кг з базової Modena, задля покращення її керування. Багато інші оптимізації шасі також були виконані, такі як жорсткіші титанові пружини (зниження безпружинної ваги), міцніші втулки і покращений стабілізатор поперечної стійкості ззаду (такий самий стабілізатор, який використовувався на 430 Scuderia) разом з перепрограмованим комп’ютером активної підвіски. Зміни також включали більші 19-дюймові колеса BBS, використання вуглепластику в рамах сидінь і дзеркал, титанові пружини, які також були на 20% жорсткішими, і дискові гальма з керамічного композиту, підсилені вуглепластиком з карбіду кремнію (C/SiC). Розмаїття опцій дозволяло подальше зниження ваги, а саме заміна шкіряного інтер’єру синтетичним, видалення електричних регулювань вікнами і дзеркалами, та зняття стереосистеми. Бокові скла з полікарбонату були доступні в лише Європі, але всюди були доступні задні скла з полікарбонату. Вона була офіційно представлена в березні 2003 року на Міжнародному автосалоні в Женеві і пішла у виробництво незадовго після цього. CS можна порівняти з моделлю Porsche GT3 RS в напрямі дизайну і багато журналів ставили їх в дорожні випробування один проти одного.

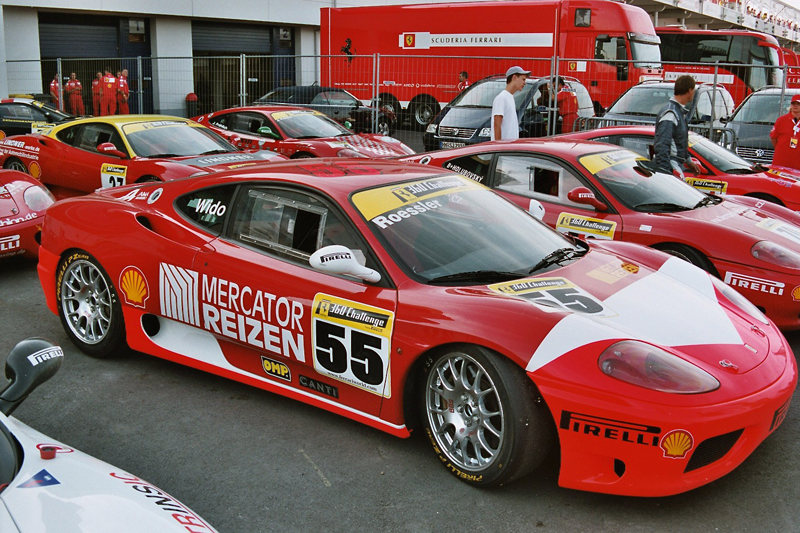
Ferrari 360 в автоспорті

## Технічні характеристики
|                                 | Ferrari 360 Modena | Ferrari 360 Spider | Ferrari 360 Challenge Stradale |
| ------------------------------- | ------------------ | ------------------ | ------------------------------ |
| Циліндри/Клапани                | 8/5                | 8/5                | 8/5                            |
| Об'єм                           | 3586 см³           | 3586 см³           | 3586 см³                       |
| Потужність кВт (к.с.) при об/хв | 294 (400) при 8500 | 294 (400) при 8500 | 313 (425) при 8500             |
| Крутний момент (Нм при об/хв)   | 373 при 4750       | 373 при 4750       | 373 при 4750                   |
| Трансмісія                      | Задній привід      | Задній привід      | Задній привід                  |
| Розгін 0–100 км/год             | 4,5 с              | 4,6 с              | 4,1 с                          |
| Максимальна швидкість           | 296 км/год         | 293 км/год         | 300 км/год                     |
| Витрати пального                | 17,9 л/100 км      | 17,9 л/100 км      | 17,9 л/100 км                  |
| Вага                            | 1365 кг            | 1425 кг            | 1255 кг                        |
| Бак                             | 95 літрів          | 95 літрів          | 95 літрів                      |
| Роки випуску                    | 1999–2005          | 2000–2005          | 2003–2005                      |